# Янчер, Якоб
Я́коб Я́нчер (нем. Jakob Jantscher; родился 8 января 1989, Грац, Австрия) — австрийский футболист, крайний полузащитник.

## Клубная карьера
В ранние годы своей карьеры играл в клубах «Унтерпремстеттен» и «Грац».
20 октября 2007 года дебютировал в составе «Штурма» в игре против «Рапида». 23 июля того же года в матче против «Маттерсбурга» Якоб забил свой первый гол за клуб.
3 июня 2010 года перешёл в «Ред Булл». 17 июля в матче против «Капфенберга» Янчер дебютировал за новую команду. 27 октября 2010 года в поединке против «Вакер Инсбрук» полузащитник забивает первый гол за новый клуб.
6 сентября 2012 года перешёл в московское «Динамо» на правах годичной аренды с правом выкупа. 16 сентября в гостевом поединке против «Ростова» Якоб дебютировал в российской Премьер-лиге, выйдя на замену вместо Гордона Шильденфельда. В следующем туре чемпионата против «Амкара», австрийский полузащитник забил свой первый гол за «Динамо», который позволил его команде одержать победу, 3:2. 26 сентября в матче 1/16 Кубка России против «Торпедо», Янчер отдал две голевые передачи на Владимира Рыкова, «бело-голубые» выигрывали 2:1, но поединок не был доигран из-за беспорядка на трибунах. Мог быть выкуплен за 7 миллионов евро, но руководство «Динамо» посчитало это слишком дорогим приобретением и игрок отправился в нидерландский НЕК.

## В сборной
Первый гол за национальную команду забил 18 ноября 2009 года в поединке против сборной Испании, тот матч завершился разгромом сборной Австрии (1:5). Эта встреча стала его дебютом в сборной команде Австрии.

### Голы за сборную Австрии
| #   | Дата           | Место                        | Противник | Результат | Соревнование      |
| --- | -------------- | ---------------------------- | --------- | --------- | ----------------- |
| 01. | 18 ноября 2009 | Эрнст Хаппель, Вена, Австрия | Испания   | 1:5       | Товарищеский матч |

## Достижения

### Командные достижения
«Штурм»
- Обладатель Кубка Австрии: 2009/10

 «Ред Булл» Зальцбург
- Чемпион Австрии: 2011/12
- Обладатель Кубка Австрии: 2011/12

### Личные достижения
- Лучший бомбардир австрийской Бундеслиги: 2011/12 (14 голов, совместно со Штефаном Майерхофером)